# Mario no Photopi
Mario no Photopie (マリオのふぉとぴー, Mario no Fotopī) es un videojuego de creatividad realizado para Nintendo 64 exclusivamente en Japón, no llegando ni a América ni a Europa. Desarrollado y publicado por Tokyo Electron, llegó al mercado japonés el 4 de diciembre de 1998.
El cartucho del juego tiene dos ranuras para tarjetas SmartMedia en lo alto para poder importar fotos digitales, imágenes y otros gráficos. Los dibujos y las imágenes creadas en el juego se pueden guardar en dichas tarjetas y trabajar con cualquier impresión digital de visualización situado en muchos centros comerciales y grandes almacenes. Las tarjetas podrían incluso ser enviadas lejos al igual que cualquier otra película de impresión.
Incluso en Japón, el juego es ampliamente desconocido, por lo que es un juego muy popular entre los coleccionistas, y el hecho de que este es el único juego para el uso de SmartMedia en cartucho hace que sea mucho más codiciado. Este cartucho único tiene un "Model Number" de NUS-023. Hasta la fecha, se sabe que ha habido tres tarjetas SmartMedia que fueron hechas especialmente en relación con el videojuego, cuyos temas han sido Sylvanian Families, Bomberman y Yoshi.